# Shawwal
Shawwal (arabiska: شَوَّال) är den tionde månaden i den islamiska kalendern. Månaden inleds med högtiden id al-fitr. Inom ramen för månaden firas shawwals sex dagar, som är en frivillig fasta då muslimer kan välja att fasta sex extra dagar (utöver fastan i ramadan). De sex dagarnas fastande kan fullföljas när som helst under shawwal.
Shiamuslimer anser att den sjätte shiaimamen Sadiq blev martyr den 25 shawwal efter att ha förgiftats. En del sunnimuslimska lärda anser även att imamen blev martyr efter att ha förgiftats.